# Uranius Antoninus
Lucius Iulius Aurelius Sulpicius Severus Uranius Antoninus was in 253/254 de Romeins tegenkeizer in Syrië.
Uranius Antoninus regeerde nauwelijks één jaar als tegenkeizer onder Valerianus vanuit de Syrische stad Emesa. Het enige bewijs van zijn regering zijn enkele muntstukken met zijn beeldenaar. Misschien moet Uranius Antoninus - zoals de Byzantijnse chroniceur Johannes Malalas verklaart - worden geïdentificeerd met de hogepriester van Aphrodite te Emesa, Sampsigeramos, die de aanval Sassaniden van Shapur I kon terugslaan (253/254).
Wegens de grote ambiguïteit in verband met leven en werken van Uranius Antoninus blijft men in vraag stellen of hij in de rij van Romeinse keizers moet worden opgenomen. Hiervoor spreekt echter de negen verschillende munttypes die van hem zijn gekend.